# Савез хокеја на леду Киргистана
Савез хокеја на леду Киргистана (рус. Федерация хоккея с шайбой Кыргызской Республики) кровна је спортска организација задужена за професионални и аматерски хокеј на леду на подручју Републике Киргистан.
Члан је Међународне хокејашке федерације (ИИХФ) од 14. маја 2011, а седиште Савеза налази се у главном граду земље Бишкеку.

## Историја
Хокеј на леду у Киргистану почиње да се развија још у време Совјетског Савеза. Играло се углавном на отвореном, на површинама са природним ледом у зимском делу године. Репрезентација је наступала на зимским Спартакијадама почев од 1962. године, а одржавало се и национално првенство. 
До интензивнијег развоја хокејашког спорта у земљи долази након отварања ледене дворане у главном граду. Дворана је отворена 18. децембра 2008, има капацитет од 900 седећих места и једина је дворана у земљи чије димензије терена задовољавају стандарде ИИХФ-а. 

## Такмичења
Савез оргнизује аматерско лигашко такмичење које се одржава од 2007. године, а чији победник осваја титулу националног првака. Лига је турнирског карактера и у њој обично учествује до 6 екипа, а све утакмице обично се играју у Бишкеку. 
Мушка сениорска репрезентација дебитовала је на међународној сцени на Зимским играма Азије 2011. и на том турниру остварили су и прву победу у историји (против селекције Тајланда резултатом 15:4). 

## Савез у бројкама
Према подацима ИИХФ из 2013. на подручју под ингеренцијом киргистанског савеза регистровано је укупно 330 активних играча, односно 228 у сениорској и 102 у јуниорској конкуренцији. Судијску лиценцу поседовало је 6 арбитара.
Хокејашку инфраструктуру чини 1 затворени терен стандардних димензија и 4 отворена клизалишта.